# فيسبيبورو
عصيدة فيسبيبورو (بالإنجليزية: Vispipuuro) هي عصيدة باردة حلوة الطعم من القمح مصنوعة من التوت البري، وتستخدم في الغالب كطبق إفطار للأطفال ، ونادرا ما يتم تناولهكحلوى. تنتشر في فنلندا والنرويج والسويد ولاتفيا وإستونيا, ومكوناتها الرئيسية هي السميد، التوت، السكر. في السويد ، عادة ما يتم صنعها عن طريق إضافة شراب عنب الثعلب إلى الماء حيث يتم طهي السميد ، ويجب أن يكون الملمس ناعما ، لذلك لايتم إستخدام قِطع صغيرة من التوت في العصيدة، ويتم تصفية التوت قبل إضافة السميد. بعد أن يبرد الخليط، وتُخفق العصيدة بقوة حتى تصبح خفيفة. ويُضع الإناء الذي صُنعت فيه العصيدة في حوض المطبخ، مملوءاً جزئيا بالماء البارد وخفقه في الإناء ، حتى يبرد أثناء الخفق بالخلاط اليدوي. عادة ما يتم تقديم الحلوى مع الحليب والسكر اختياريا. التوت والفاكهة الأخرى التي يمكن استخدامها هي الكشمش الأحمر والتوت البري والمشمش وعنب الثعلب والفراولة.  قد يشير اسم "روس" إلى أن الحلوى لها صلة بروسيا.